# 南岭镇 (福清市)
南岭镇是中国福建省福州市福清市下辖的一个镇。1981年，从城头公社(今城头镇)析出。

## 行政区划
南岭镇下辖以下地区：
文祚村、吉岚村、上岭村、南岭村、西溪村、梨洞村、大山村和马斜村。